# La mia risposta (singolo)
La mia risposta è un brano musicale della cantante italiana Laura Pausini. È il terzo ed ultimo singolo estratto il 2 maggio 1999 dall'album La mia risposta del 1998.

## Il brano
La musica è composta da Claudio Guidetti; il testo è scritto da Laura Pausini e Cheope; l'adattamento spagnolo è di Badia.
La canzone viene tradotta in lingua spagnola con il titolo Mi respuesta, inserita nell'album Mi respuesta ed estratta come 3º ed ultimo singolo in America Latina. In Spagna è il 4º ed ultimo singolo estratto dall'album.
Con questa canzone Laura Pausini partecipa in estate alla manifestazione canora Un disco per l'estate e successivamente al Festivalbar.
I 2 brani vengono trasmessi in radio; vengono realizzati i 2 videoclip.
Nel 1999 i videoclip di La mia risposta e di Mi respuesta vengono inseriti nelle 2 VHS Video collection 93-99.

## Il video
Il videoclip (in lingua italiana e in lingua spagnola) è stato diretto dal regista Luca Lucini.

## Tracce
CDS - Promo 1330 Warner Music Italia
1. La mia risposta

CDS - Promo 1208 Warner Music Messico
1. Mi respuesta

CDS - Promo L765 Warner Music Colombia
1. Mi respuesta

CDS - Warner Music Francia
1. La mia risposta
2. Mi respuesta

Download digitale
1. La mia risposta
2. Mi respuesta

## Pubblicazioni
La mia risposta viene inserita anche nell'album Lo mejor de Laura Pausini - Volveré junto a ti del 2001; in versione Live nel DVD Live 2001-2002 World Tour del 2002 (video) e negli album Live in Paris 05 del 2005 (Medley video) e Fatti sentire ancora/ Hazte sentir más del 2018 (Medley Pop video).
Mi respuesta viene inserita anche nell'album The Best of Laura Pausini - E ritorno da te del 2001.

## Crediti
- Laura Pausini: voce
- Alex Richbourg: programmazione
- Eric Buffat: programmazione, tastiera, cori
- Claudio Guidetti: programmazione, tastiera
- Dado Parisini: tastiere
- Michael Landau: chitarra elettrica
- Nathan East: basso
- Luca Jurman: cori
- Emanuela Cortesi: cori

## Classifiche
Nel 2008, a 10 anni di distanza dalla sua pubblicazione, La mia risposta riesce a raggiungere in Italia il 18º posto nella classifica ufficiale.
Posizioni massime
| Classifica (2008) | Posizione |
| ----------------- | --------- |
| Italia            | 18        |